# Parochetus africanus
Parochetus africanus är en ärtväxtart som beskrevs av Roger Marcus Polhill. Parochetus africanus ingår i släktet Parochetus och familjen ärtväxter. Inga underarter finns listade i Catalogue of Life.

## Bildgalleri

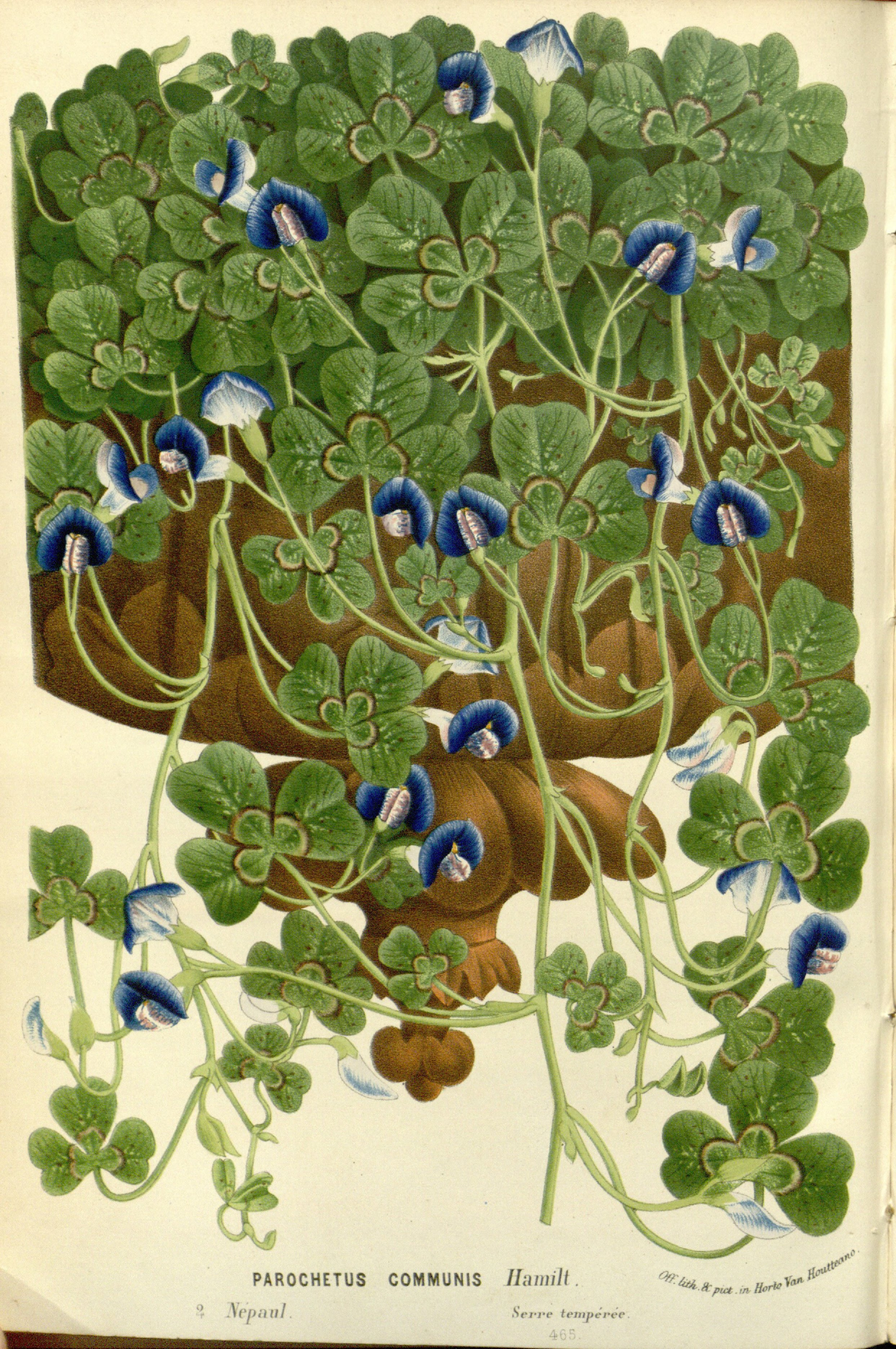
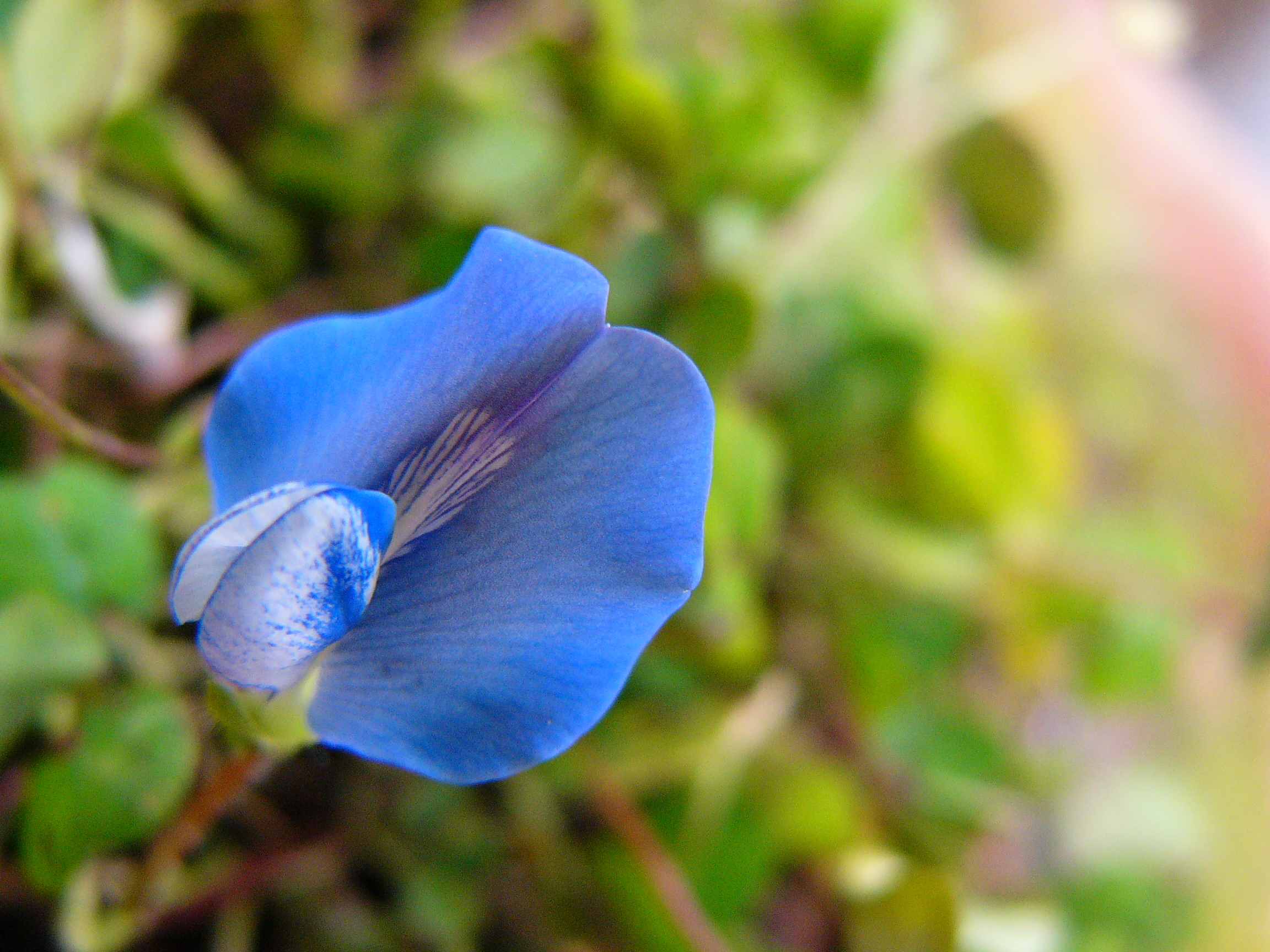
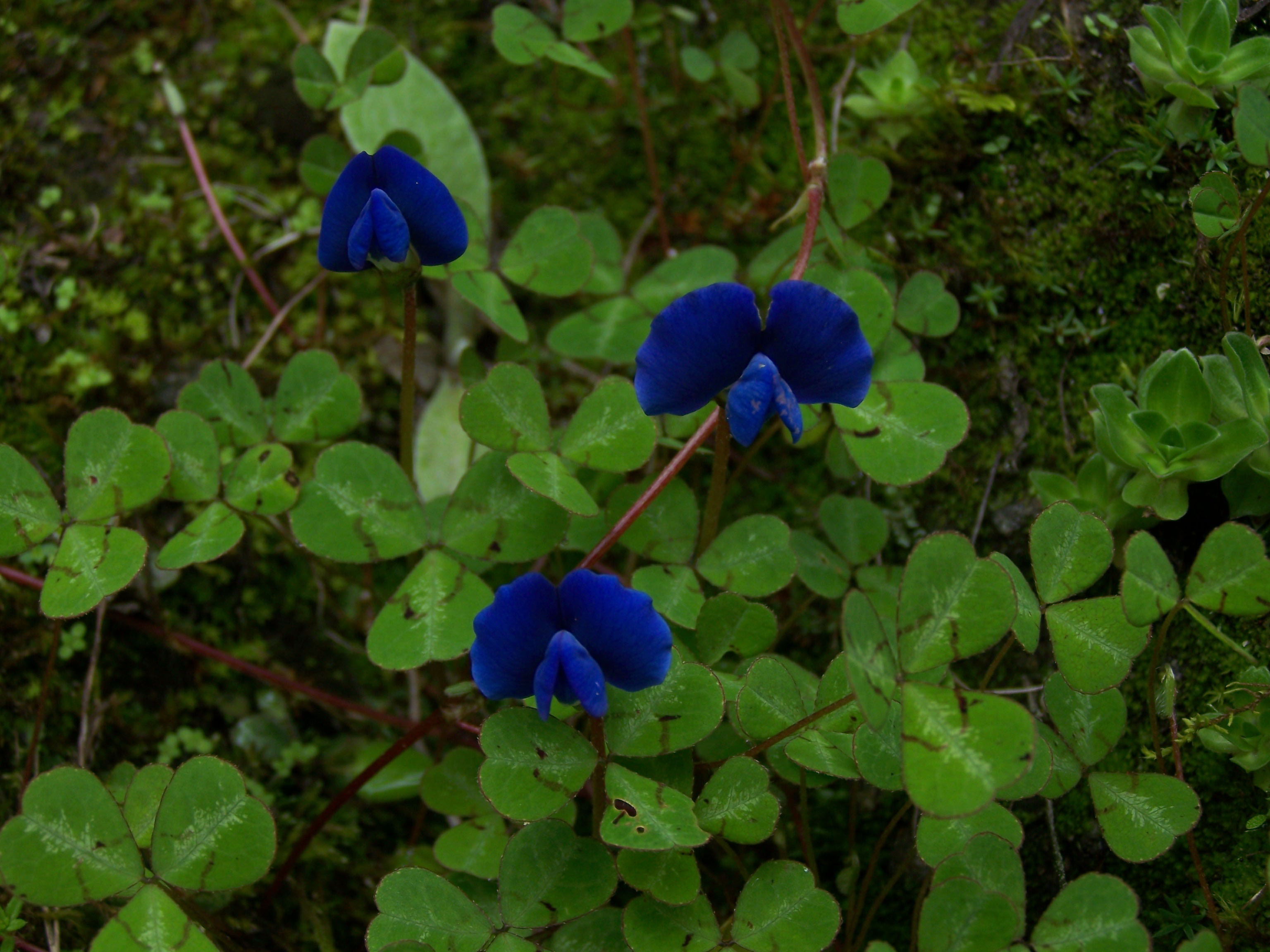
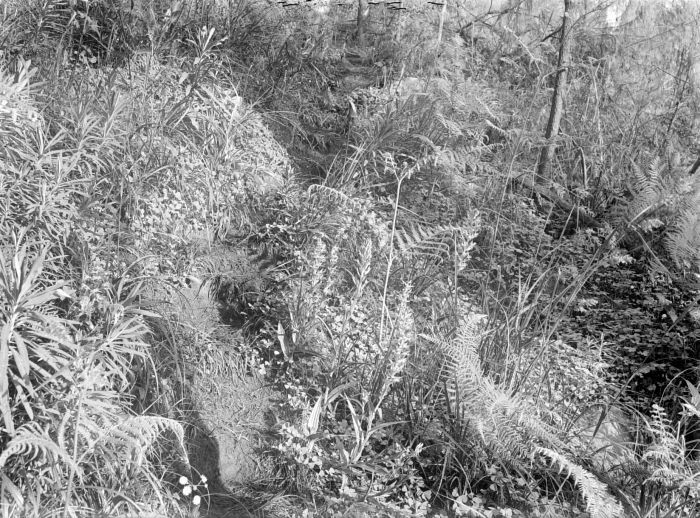